# Aljaksandr Valadz'ko
Aljaksandr Paŭlavič Valadz'ko (in bielorusso Аляксандр Паўлавіч Валадзько?; in russo Александр Володько?; traslitterazione anglosassone Alyaksandr Valadzko; 18 giugno 1986) è un allenatore di calcio ed ex calciatore bielorusso, di ruolo centrocampista.

## Carriera

### Club
Ha giocato nella Dinamo Brest tra il 2005 e il 2008, vincendo la Coppa di Bielorussia nel 2007.
In seguito è passato al BATĖ Borisov con la quale gioca stabilmente nel campionato bielorusso di cui ha vinto le edizioni del 2009 e del 2010 ed una Coppa di Bielorussia nel 2010.

### Nazionale
Ha fatto parte stabilmente della Nazionale Bielorussa Under 21 tra il 2006 ed il 2009, giocando 28 partite e segnando una rete. Ha partecipato all'Europeo Under 21 del 2009.

## Palmarès

### Club

#### Competizioni nazionali
- Campionato bielorusso: 7

BATĖ Borisov: 2009, 2010, 2011, 2012, 2013, 2014, 2015
- Coppa di Bielorussia: 3

Dinamo Brėst: 2006-2007
BATĖ Borisov: 2009-2010, 2014-2015
- Supercoppa di Bielorussia: 6

BATĖ Borisov: 2010, 2011, 2013, 2014, 2015, 2016